# I'm a Ruin
I'm a Ruin è un singolo della cantautrice britannica Marina and the Diamonds, pubblicato il 2 febbraio 2015 dall'etichetta discografica Atlantic Records come terzo estratto dall'album Froot.

## Il disco
La canzone, nonostante la pubblicazione digitale prevista per il 2 febbraio 2015, è stata pubblicata qualche giorno prima sul web (questo perché il singolo era contenuto nell'album distribuito dalla Neon Gold Records e dalla Atlantic Records, contenente anche il precedente "froot del mese", Immortal).
I'm a Ruin è stata scritta dalla sola Diamandis e prodotta, anche questa volta, da David Kosten, aiutato dalla stessa cantante.  È, fino ad oggi, la canzone che ha ottenuto il posizionamento più alto su US iTunes, collocandosi alla posizione numero 2. In Italia debutta alla #55 su iTunes, mentre nel Regno Unito alla posizione numero 16.

## Il video
Il video richiama Frozen di Madonna e Oceania di Björk, è ambientato nel Parco nazionale Timanfaya nell'isola spagnola di Lanzarote. Pubblicato lo stesso giorno del download digitale, è stato diretto da Markus Lundqvist, che in passato ha lavorato al video di Paparazzi di Lady Gaga e a quello di Girl Gone Wild di Madonna.
Nel video susseguono continuamente immagini che ritraggono una distesa rocciosa con la cantante, che indossa un lungo mantello rosso e nero, che esegue alcuni passi di danza, sotto un cielo poco nuvoloso, con qualche raggio di sole. Verso la fine del video, Marina immerge le mani nella sabbia scura che viene poi bagnata dall'acqua dell'oceano. Alla fine del videoclip, la cantante è sotto il mare, circondata da alcune meduse.

## Tracce
Download digitale/streaming
1. I'm a Ruin – 4:32 (Marina Diamandis, David Kosten)

Vinile 7"
1. Immortal – 5:21 (Marina Diamandis, David Kosten)
2. I'm a Ruin – 4:32 (Marina Diamandis, David Kosten)

Durata totale: 9:53

## Date di pubblicazione
| Paese       | Data            | Casa discografica                                   | Formati             |
| ----------- | --------------- | --------------------------------------------------- | ------------------- |
| Mondo       | 2 febbraio 2015 | Download digitale (con il preordine dell'album), 7" | Atlantic, Neon Gold |
| Regno Unito | 22 marzo 2015   | Download digitale (singolo)                         | Atlantic, Neon Gold |